# Райгурунагар
Райгурунагар — місто в штаті Махараштра, округ Пуне, техсіл Кхед.
Згідно з переписом 2011 року, в місті переважно проживали індуїсти (85 %), також мусульмани, джайністи, буддисти, також християни, сикхи.
Важливою частиною життя міста є туризм.

## Принагідно
- Rajgurunagar Population Census 2011
- Вікімапія

| Індія | Це незавершена стаття з географії Індії. Ви можете допомогти проєкту, виправивши або дописавши її. |